# Brane (Cornwall)

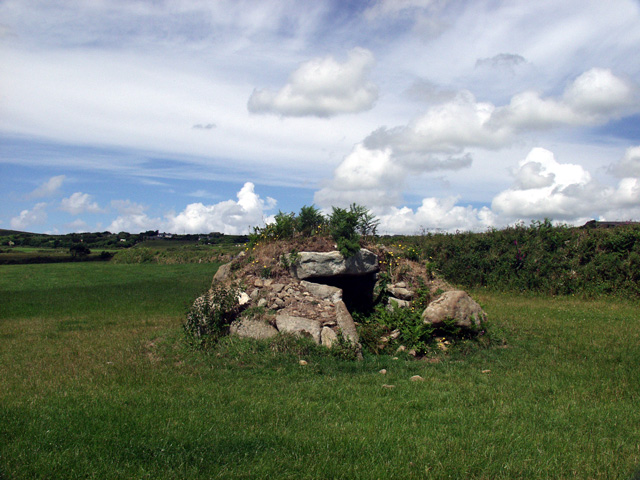
Cairn von Brane

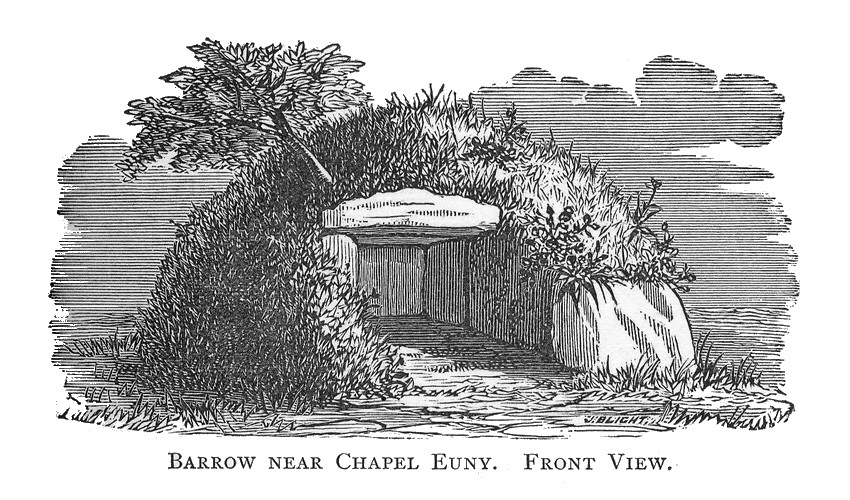
Zeichnung von W. Copeland Borlase

Das seines Cairns weitgehend beraubte Entrance Grave (deutsch „Eingangsgrab“) von Brane steht im Weideland, etwa zwei Kilometer südwestlich von Sancreed in Cornwall in England. Eingangsgräber werden in England in Cornwall (14) und auf den Scilly-Inseln (über 80) gefunden. Fünf Anlagen liegen im County Waterford in Irland. 
William Copeland Borlase (1848–1899) schreibt, dass er den „Kapelle Euny Barrow“ (heute Brane) 1863 entdeckt hat, während er wahrscheinlich Carn Euny besuchte. Er erkannte den ähnlichen Aufbau wie bei der Anlage von Pennance, die er zuvor besucht hatte. Im Jahre 1982 galt Brane als eines der am besten erhaltenen Kammergräber (englisch chambered tombs) in Großbritannien, aber bereits sieben Jahre später wurden die Randsteine entfernt und das Hügelmaterial durch Vieh verschoben. 1995 wurde Brane durch neue Granitrandsteine und Auffüllen des Hügels restauriert. 
Mit einem Durchmesser von etwa 4,7 m ist der Steinhügel von Brane (wie Bosiliack) ein kleines Beispiel seiner Gattung, die Mehrheit der Eintrittsgräber liegt in zwischen sechs und zwölf Metern messenden Rundhügeln. Der Hügel wurde von einem Ring aus schweren, zusammenhängenden Randsteinen aus rosa und grauem Granit gefasst, die mit Ausnahme eines Steins an der Rückseite der Megalithanlage liegen. Dieser ist zugleich der höchste Stein der Einfassung, der auch in einem der Borlase-Stiche aufrecht stehend gezeigt wird, so dass dies wahrscheinlich der Originalzustand war. Das Material des leicht ovalen Hügels besteht aus Erde und Steinen.
Der Zugang zur Kammer erfolgt durch eine breite Lücke zwischen den Randsteinen. Einige der Kammern dieses Typs sind auf ihrer gesamten Länge überdacht und einige, so auch Brane, haben einen oben offenen Bereich, der von der Randsteinkante bis zum gedeckten Kammerbereich reicht. Die westliche äußere Platte der seitlichen Kammerplatten reicht bis an den Randsteinring. Die östliche äußere Platte fehlt. 
Ein typisches Merkmal der Eingangsgräber ist, dass sich ihre Kammern über dem Mittelpunkt hinaus in den Hügel hinein erstrecken. Bei Brane ist die Kammer mit dem offenen Gangbereich 3,7 m lang, während der Cairn 4,7 m Durchmesser hat. Die Kammer besteht aus zwei großen, rechteckigen Platten auf jeder Seite, einer dazwischen gesetzten hinteren Platte und zwei großen als Sturz aufsitzenden Deckenplatten. Diese Art der Kammerkonstruktion mit großen Platten unterscheidet sich von der Anlage von Pennance, wo nur Trockenmauerwerk, oder von Tregiffian, wo eine Kombination aus beiden Bauarten verwendet wurde. 
Glyn Daniel (1914–1986) hält es für möglich, dass ein dritter Deckstein die Kammer bis an die Randsteinkante bedeckte, und ordnet die Anlage in seine Kategorie D der geraden Kammern ein. 